# تشمرود (سلطانية)
تشمرود (بالفارسية: چمرود) هي منطقة سكنية تقع في إيران في قسم سلطانیة الریفي. يقدر عدد سكانها بـ 63 نسمة .